# János Gyarmati
János Gyarmati, né le 8 février 1910, à Tápiószele, et mort le 29 août 1974 à Budapest, est un footballeur et entraîneur hongrois.

## Biographie
En tant que défenseur, János Gyarmati fut international hongrois (1937-1938) à trois reprises pour aucun but. Sa première sélection fut honorée contre la Suisse, le 14 novembre 1937, match se soldant par une victoire (2-0). Ses deux autres sélections furent contre le Portugal (0-4) et contre le Luxembourg. Dans les années 1930, il joua dans deux clubs hongrois : Ferencváros TC et Szegedi FC. On ne connait pas son palmarès en tant que joueur, ni les dates de ses passages dans ces clubs.
Il devint entraîneur, en RDA. Il commença par entraîner le club du SG Dynamo Dresde, terminant troisième du championnat en 1954. Ensuite, il dirigea le SC DHfK Leipzig.
De 1955 à 1957, il devint le troisième sélectionneur national de la RDA et le premier des deux sélectionneurs étrangers de la RDA (tous les deux hongrois, en compagnie de Károly Sós). Il dirigea dix matchs des Azkals, avec cinq victoires et cinq défaites. Il fit les éliminatoires de la Coupe du monde de football de 1958 : avec une victoire et trois défaites, la RDA termina dernière du groupe derrière le Pays de Galles et la Tchécoslovaquie. Il est remplacé par Fritz Gödicke.
Il dirigea ensuite le club est-allemand du BFC Dynamo Berlin, avec lequel, il termina troisième du championnat en 1962 et fut finaliste cette même année de la Coupe de RDA.

## Clubs

### En tant que joueur
- Ferencváros TC
- Szegedi FC

### En tant qu'entraîneur
- 1953-1954 :  SG Dynamo Dresde
- 1954-1955 :  SC DHfK Leipzig
- 1955-1957 :  Allemagne de l'Est
- 1961-1962 :  BFC Dynamo Berlin

## Palmarès
- Championnat de RDA de football
  - Troisième en 1954 et en 1962
- Coupe d'Allemagne de l'Est de football
  - Finaliste en 1962